# Revolta de Baixa de Cassanje
La revolta de Baixa de Cassanje és considerada la primera confrontació de la Guerra de la Independència d'Angola i de la guerra colonial portuguesa a les colònies (llavors províncies d'ultramar). L'aixecament es va iniciar el 3 de gener de 1961 a la regió de Baixa de Cassange, districte de Malanje, Angola portuguesa. El 4 de gener, les autoritats portugueses havien suprimit amb èxit la revolta. El 4 de gener és actualment el Dia de la Repressió dels Màrtirs Colonials, una festa nacional a Angola. El 3 de gener, els treballadors agrícoles empleats per Cotonang, una empresa portuguesa-belga de plantació de cotó, van fer una protesta per obligar a la companyia a millorar les seves condicions de treball. La protesta, que després es va fer coneguda com la revolta de Baixa de Cassange, estava liderada per dos angolesos prèviament desconeguts, António Mariano i Kulu-Xingu. Durant la protesta, els obrers angolesos van cremar les seves targetes d'identificació i van atacar físicament als comerciants portuguesos a les instal·lacions de la companyia. La protesta va portar a un aixecament general, al qual les autoritats portugueses van respondre amb una incursió aèria en vint pobles de la zona, matant a un gran nombre de vilatans angolesos. Mentre el Moviment Popular per a l'Alliberament d'Angola (MPLA) va afirmar que l'avió va matar unes deu mil persones, la majoria de les estimacions van des de 400 fins a 7.000 angolesos morts.

## Revolta de la UPA de 15 de març
El 15 de març de 1961 la União das Populações de Angola (UPA), liderada per Holden Roberto, va encapçalar una revolta popular a la regió Bakongo del nord d'Angola. Els pagesos i treballadors bantus de les plantacions de cafè es van unir a la revolta i, en frenesí de ràbia contra els colons i terratinents europeus, van matar uns 1.000 lusoangolesos en els primers dies de la lluita, junts amb un nombre desconegut de nadius. Els treballadors revoltats van cremar plantacions, ponts, instal·lacions governamentals i estacions policials i van destruir diverses barcasses i transbordadors. Les imatges gràfiques dels colons violats i mutilats van inflamar la ràbia del públic portuguès i l'exèrcit portuguès van establir una duríssima campanya contrainsurgent que va destruir desenes de pobles i va matar unes 20.000 persones abans de la insurrecció el setembre del 1961.